# Metkel Eyob
Metkel Eyob (ur. 4 września 1993 w Asmarze) – erytrejski kolarz szosowy.

## Osiągnięcia
Opracowano na podstawie:

2013
- 3. miejsce w Tour du Rwanda
  - 1. miejsce w klasyfikacji górskiej
  - 1. miejsce na 6. etapie

2014
- 1. miejsce w klasyfikacji młodzieżowej Tour do Rio

2015
- 3. miejsce w Mayday Classic
- 1. miejsce w Hibiscus Cycle Classic
- 1. miejsce na 7. etapie Tour du Rwanda

2016
- 2. miejsce w mistrzostwach Erytrei (start wspólny)
- 2. miejsce w Tour du Rwanda
  - 1. miejsce na 5. etapie

2017
- 2. miejsce w Tour du Rwanda
  - 1. miejsce na 4. i 6. etapie

2018
- 1. miejsce w mistrzostwach Afryki (jazda drużynowa na czas)
- 2. miejsce w mistrzostwach Afryki (start wspólny)
- 1. miejsce na 1. etapie Tour De Lombok Mandalika
- 2. miejsce w Tour de Filipinas
  - 1. miejsce w klasyfikacji górskiej
  - 1. miejsce na 4. etapie
- 3. miejsce w mistrzostwach Erytrei (start wspólny)

2019
- 1. miejsce na 4. etapie Tour of Indonesia
- 3. miejsce w Tour of Peninsular

2021
- 3. miejsce w Grand Prix Velo Alanya
- 2. miejsce w Grand Prix Gündoğmuş
- 3. miejsce w mistrzostwach Erytrei (start wspólny)
- 2. miejsce w Kahramanmaraş Grand Prix
- 3. miejsce w Grand Prix Kayseri
- 3. miejsce w Grand Prix Develi

2022
- 2. miejsce w Grand Prix Gündoğmuş
- 2. miejsce w Grand Prix Kayseri

## Rankingi
| Rok             | 2014 | 2015 | 2016 | 2017  | 2018 | 2019 | 2020  | 2021 | 2022 | 2023 | 2024 |
| --------------- | ---- | ---- | ---- | ----- | ---- | ---- | ----- | ---- | ---- | ---- | ---- |
| World Ranking   |      |      | 563. | 998.  | 248. | 338. | 1362. | 295. | 394. | 746. | 329. |
| UCI Europe Tour | -    | -    | -    | 1395. | -    |      |       |      |      |      |      |
| UCI Asia Tour   | -    | -    | -    | -     | 143. |      |       |      |      |      |      |
| UCI Africa Tour | 63.  | 32.  | 20.  | 47.   | 5.   | 11.  | 54.   | 7.   | 12.  | 37.  | 11.  |
|                 |      |      |      |       |      |      |       |      |      |      |      |
| Źródło: UCI     |      |      |      |       |      |      |       |      |      |      |      |